# Martin Mejstřík

Martin Mejstřík, 2017

Martin Mejstřík (* 30. Mai 1962 in Kolín) ist ein tschechischer Bürgerrechtler und Politiker.

## Leben
Mejstřík war vor und während der Samtenen Revolution im Jahr 1989, die zum Sturz des damals herrschenden kommunistischen Regimes führte, politisch und publizistisch tätig. Er gilt als eine der „führenden Persönlichkeiten“ jener Zeit.
In den Jahren 2002 bis 2008 gehörte Mejstřík dem Senat des Parlaments der Tschechischen Republik an. Er ist ehrenamtliches Mitglied im Stadtrat des Ersten Prager Bezirks.
Mejstřík gehört zu den Unterzeichnern der Erklärung über die Verbrechen des Kommunismus aus dem Jahr 2010.